# Бронепалубные крейсера типа «Джем»
Бронепалубные крейсера типа «Джем» — серия крейсеров 3-го класса британского Королевского флота, построенная в 1900-х гг. XX века. Проект стал развитием крейсеров типа «Пелорус» (англ. Pelorus). Все корабли названы в честь самоцветов, что и дало название серии (англ. Gem — драгоценный камень, самоцвет). Серия также именуется типом «Топаз». Построено 4 крейсера: «Топаз» (англ. Topaze), «Аметист» (англ. Amethyst), «Дайамонд» (рус. Алмаз, англ. Diamond), «Сапфир» (англ. Sapphire).
Крейсер «Аметист» стал первым крупным военным кораблём с паротурбинной энергетической установкой. В дальнейшем Королевский флот намечал построить ещё 4 крейсера подобного типа, но, в конечном счёте, перешёл к постройке крейсеров-скаутов. Таким образом, крейсера типа «Джем» стали последними бронепалубными крейсерами 3-го класса в британском флоте.

## Проектирование
В апреле 1901 заказаны 21½-22-узловые крейсера совершенно новой конструкции, вооруженные десятью 4 дюймовыми орудиями (нового образца) и восемью 3-фунтовыми противоминными пушками. Скорость была выбрана специально, чтобы превзойти немецкий тип «Нимфа». Контроллер флота контр-адмирал Мэй позже объяснил, что 6 дюймовые пушки были сняты с рассмотрения, потому что они считались более мощным, чем нужно, и потому, что считалось необходимым увеличить число орудий (для увеличения шанса попасть быструю, маневренную цель). Единый калибр основной батареи выбран для упрощения питания боеприпасами. При рассмотрении проекта, признано желательным, иметь больше количество орудий ГК, чем на типе «Нимфа».
Для размещения нового вооружения требуется больше длины, и большей мощности. В мае Директор военно-морского строительства запросил дополнительные водоизмещение и пространство, необходимые для добавления 1200 л. с. к существующую проекту. В конце мая военно-морские члены Совета встретились и снова увеличили требования. Теперь они хотели двенадцать 4-дюймовых пушки (но существующей модели, потому что оказалось, что новая модель не готова в срок), плюс все 3-фунтовые и два 356 мм торпедных аппаратов. Двенадцать 102 мм орудий — это на два больше, чем на немецком Nymphe, но британский снаряд был легче, чем снаряд 105 мм немецкой пушки.
Котлы должны быть нового типа с тонкостенными трубками малого диаметра, для скорости 21¾ узла. Защита должно совпадать типом «Пелорус», нормальный запас угля рассчитывался в 300 дл. тонн. Максимальная запас угля, который должен обеспечивать дальность 5000 морских миль на 10 узлах, по предварительным оценкам, будет необходим в 780 тонн.

## Конструкция

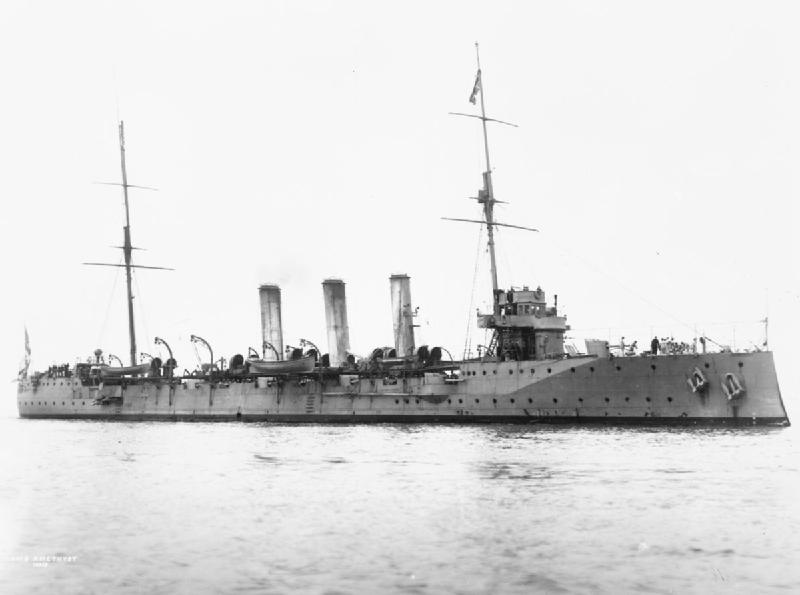
Бронепалубный крейсер «Аметист» типа «Джем»

На следующий день после заседания Совета (28 мая) Уайт оценил, что для того чтобы дать повышенную скорость и нести больше вооружения, новый крейсер должен быть на 30 футов длиннее, и будет иметь водоизмещение, по меньшей мере, 3000 тонн и мощность от 10 000 до 10 500 л. с. Для улучшения мореходных качеств была увеличена высота бака. Самым важным изменением после утверждения проекта являлся переход с 356 мм на 450 мм торпеды, и уменьшение запаса торпед пяти до четырёх.

### Силовая установка
«Топаз», «Аметист» и «Дайамонд» были оснащены двумя паровыми машинами мощностью 9800 индикаторных лошадиных сил. На испытаниях они показали около 10 000 лошадиных сил (7460 кВт), и развивали максимальную скорость около 22 узлов (40,7 км/ч). «Аметист» был оснащён паровым турбинам, являясь первым кораблем больше, чем эсминец с такой силовой установкой. Он развивал мощность 12 000 л. с. и разгонялся до 23 узлов, и хотя максимальная дальность на ходу 10 узлов была ниже, силовая установка была более эффективна на высокой скорости, и по сравнению с систершипами, дальность на ходу 20 узлов была больше.
«Топаз» и «Дайамонд» несли 10 водотрубных котлов «Лэрд-Норман» («Аметист» Ярроу, «Сапфир» Рида). Полный расход угля на мощности 7000 л. с. (20 узлов) составил у «Аметиста» 7 дл. тонн/ч, у «Топаза» и «Сапфира» 7,5 дл. тонн/ч, что при запасе угля 700 дл. тонн и на ходу 20 узлов давало дальность 2000 морских мили у «Аметиста» и 1867 морских миль у «Топаза». «Дайамонд» расходовал 6,5 дл. тонн угля на мощности 7000 л. с., но ход имел 19,8 узла и мог пройти 2130 миль. Эксплуатация показано некоторое преимущество котлов «Лэрд-Нормана».

#### Турбины на военных судах
В британском флоте были проведены обширные сравнительные испытания паровых машин и турбин, на основе сравнения двух однотипных крейсеров. Оказалось, что на ходу до 15 узлов расход ниже у машин, свыше 15 у турбин.
| Сравнение различных типов энергетических установок крейсеров |               |                |                |                 |                                           |
| Крейсер                                                      | Скорость узлы | Скорость узлы  | мощность л. с. | мощность л. с.  | Часовой расход топлива, фунтов (дл. тонн) |
|                                                              | «Топаз» (ПМ)  | «Аметист» (ПТ) | «Топаз»        | «Аметист»       | «Топаз»/ «Аметист»                        |
| Проектная мощность (4-часовых испытаний)                     | 21,75 (22,10) | 22,5 (23,63)   | 9800 (9862)    | 12 000 (14 200) | 26 150 (11,67) / 24 412 (10,9)            |
| Максимальная продолжительная скорость (8-часовых испытаний)  | 20,06         | 20,6           | 6689           |                 | 15 451 (6,9) / 10 937 (4,9)               |
| средний ход                                                  | 18,1          | 18,2           | 4493           |                 | 10 484 (4,8) / 8372 (3,74)                |
| 14 узлов                                                     | 14,1          | 14,0           | 2251           |                 | 4640 (2,071) / 4750 (2,120)               |
| 10,0 узлов                                                   | 10,0          | 10,0           | 897            |                 | 2296 (1,025) / 2893 (1,291)               |

### Бронирование

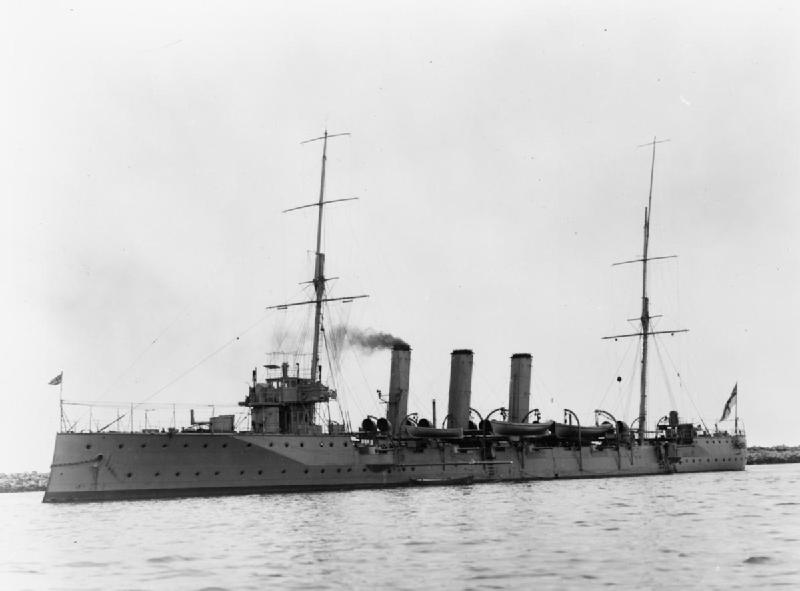
«Диамонд»

Броневая палуба являлась главной защитой крейсеров. Горизонтальный участок палубы имел толщину 19-25 мм, скосы опускавшиеся к бортам имели толщину 25-51 мм. Боевая рубка имела толщину стенок 76 мм. Щиты орудий главного калибра были толщиной 25 мм.

### Вооружение
Главный калибр состоял из двенадцати 102-мм /40 (QF 4 inch Mk III) орудий в одиночных установках. Пушки были более рационально расположены, и в бортовом залпе могли принимать участие семь орудий вместо четырёх на предыдущем типе. Они могли поражать цели на дальностях до 8200 м. Их 25-фунтовый снаряд (11,34 кг) оказался недостаточно мощным. В 1907 году был разработан новый 31-фунтовый(14,06 кг) снаряд. Боекомплект составлял 2400 выстрелов (200 снарядов на ствол).

## Служба[8]
| Название   | дата закладки   | дата спуска на воду | дата ввода в строй |
| ---------- | --------------- | ------------------- | ------------------ |
| «Топаз»    | 14 августа 1902 | 23 июля 1903        | ноябрь 1904        |
| «Аметист»  | 7 января 1903   | 5 ноября 1903       | 17 марта 1905      |
| «Дайамонд» | 24 марта 1903   | 6 января 1904       | январь 1905        |
| «Сапфир»   | 30 марта 1903   | 17 марта 1904       | 7 февраля 1905     |

## Оценка проекта
| ТТХ крейсеров — разведчиков при эскадрах |                                                   |                                                   |                                        |                                         |                                         |                                          |                                                |                                                       |                                                       |
| Характеристики                           | «SMS Nymphe»                                      | «SMS Frauenlob»                                   | «Пелорус»                              | «Топаз»                                 | «Аметист»                               | «Патфайндер»                             | «Новик»                                        | «SMS Hamburg»                                         | «SMS Lübeck»                                          |
| Год закладки                             | 1898                                              | 1901                                              | 1895                                   | 1902                                    | 1903                                    | 1903                                     | 1900                                           | 1902                                                  | 1903                                                  |
| Год ввода в строй                        | 1901                                              | 1903                                              | 1897                                   | 1904                                    | 1905                                    | 1905                                     | 1901                                           | 1904                                                  | 1905                                                  |
| Размерения, м (Д×Ш×О)                    | 105,1 ×12,2 ×5,44                                 | 105,1×12,4×5,61                                   | 95,55×11,13×3,7                        | 113,9×12,2×4,4                          | 113,9×12,2×4,4                          | 116×11,77×3,96                           | 110,1×12×5,0                                   | 111,1×13,3×5,61                                       | 111,1×13,3×5,40                                       |
| Водоизмещение, т                         | 2659                                              | 2706                                              | 2169                                   | 3048                                    | 3048                                    | 2946                                     | 3080                                           | 3278                                                  | 3265                                                  |
| Вооружение                               | 10 — 10,5-см, ТА 2×1 — 45-см                      | 10 — 10,5-см, ТА 2×1 — 45-см                      | 8 — 102-мм, 8 — 47-мм, ТА 2×1 — 356-мм | 12 — 102-мм, 8 — 47-мм, ТА 2×1 — 450-мм | 12 — 102-мм, 8 — 47-мм, ТА 2×1 — 450-мм | 10 — 76,2-мм, 8 — 47-мм, ТА 2×1 — 450-мм | 6 — 120-мм, 6 — 47-мм, ТА 5×1 — 380-мм         | 10 — 10,5-см, 10 — 5,2-см, ТА 2×1 — 45-см             | 10 — 10,5-см, 10 — 5,2-см, ТА 2×1 — 45-см             |
| Бронирование, мм                         | Палуба — 20…25, скосы — 50, щиты — 50, рубка — 80 | Палуба — 20…25, скосы — 50, щиты — 50, рубка — 80 | Палуба — 20…51, щиты — 25, рубка — 76  | Палуба — 20…51, щиты — 25, рубка — 76   | Палуба — 20…51, щиты — 25, рубка — 76   | Палуба — 16…37, пояс — 51, рубка — 76,2  | Палуба — 30, скосы — 51, щиты — 25, рубка — 30 | Палуба — 20…35, скосы — 50—80, щиты — 50, рубка — 100 | Палуба — 20…35, скосы — 50—80, щиты — 50, рубка — 100 |
| Энергетическая установка, л. с.          | ПМ, 8000                                          | ПМ, 8000                                          | ПМ, 7000                               | ПМ, 9800                                | ПТ, 12 000                              | ПМ, 16 500                               | ПМ, 17 000                                     | ПМ, 10 000                                            | ПТ, 11 500                                            |
| Запас угля нормальный/полный, т          | 380/560                                           | 380/700                                           | 254/523                                | 305/711                                 | 305/711                                 | /609                                     | 360/600                                        | 400/860                                               | 400/860                                               |
| Дальность плавания, морские мили         | 3570 на 12 узлах                                  | 4400 на 12 узлах                                  | 5000 на 10 узлах                       | 5000(проектная) 5500 на 10 узлах        | 4600 на 10 узлах                        | 3400 на 10 узлах                         | 3428 на 10 узлах                               | 4270 на 12 узлах                                      | 3800 на 12 узлах                                      |
| Проектная скорость, узлов                | 21,5                                              | 21,5                                              | 20                                     | 21¾                                     | 22,5                                    | 25                                       | 25                                             | 22                                                    | 22,5                                                  |
| Максимальная скорость, узлов             | 21,4                                              | 21,5                                              | 20,7                                   | 22,3                                    | 23,4                                    | 25,22                                    | 25,6                                           | 23,3                                                  | 23,1                                                  |